# 甲硫氨酸腺苷转移酶
甲硫氨酸腺苷转移酶（英語：Methionine adenosyltransferase）是一种催化甲硫氨酸与ATP合成S-腺苷甲硫氨酸（SAM）的酶。